# YF-Raketentriebwerke

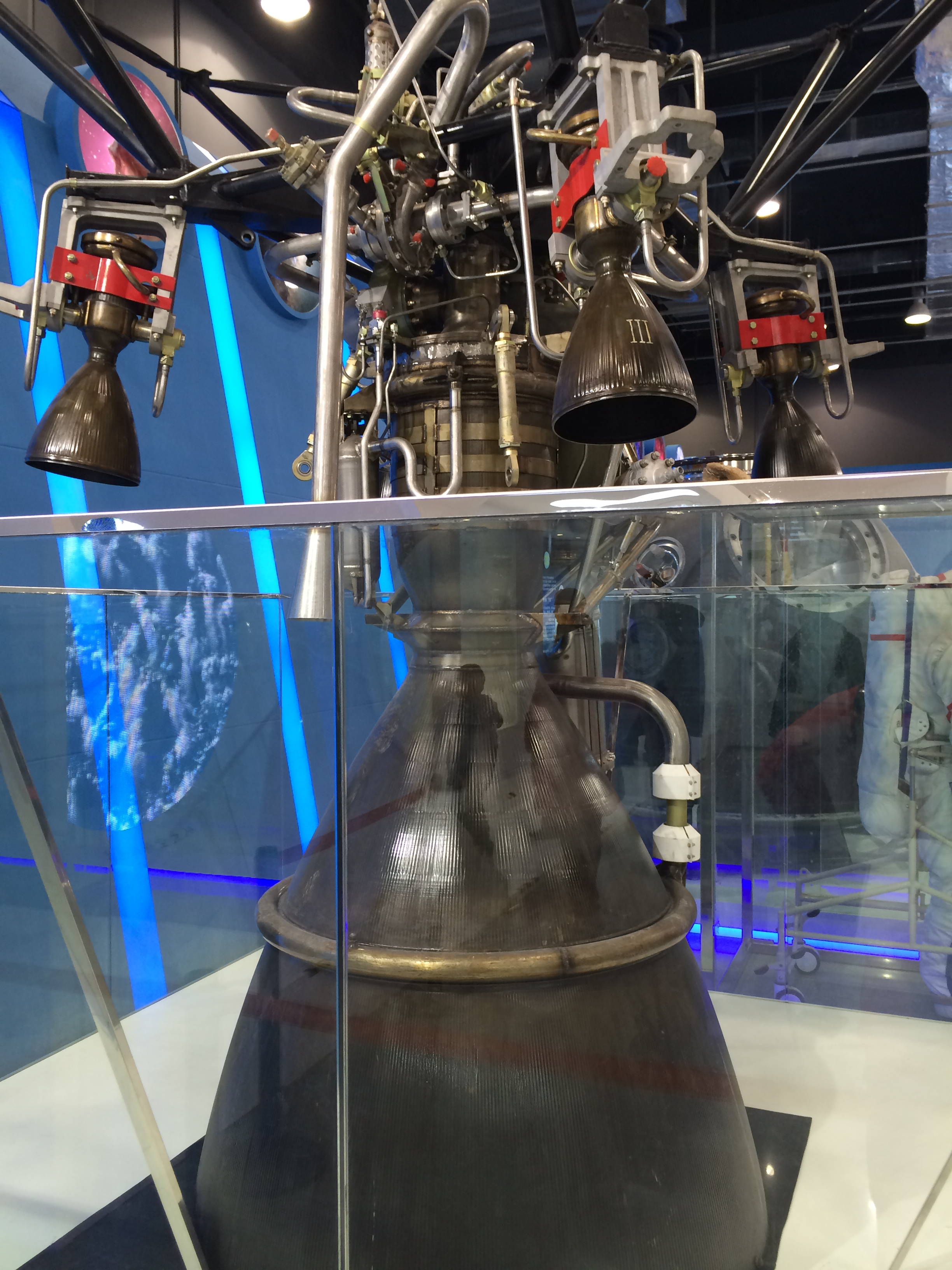
YF-24B; oben zur Lenkung vier Vernierdüsen vom Typ YF-23B

Die YF-Raketentriebwerke (chinesisch YF系列火箭發動機 / YF系列火箭发动机, Pinyin YF Xìliè Huǒjiàn Fādòngjī) sind eine von der chinesischen Akademie für Flüssigkeitsraketentriebwerkstechnik und ihren Tochterunternehmen hergestellte Serie von Flüssigkeitsraketentriebwerken für Mittelstreckenraketen und zivile Trägerraketen. Soweit die Triebwerke mit kryogenen Treibstoffen arbeiten, werden sie in Peking hergestellt. Alle übrigen YF-Triebwerke – betrieben mit bei Raumtemperatur lagerbaren, hypergolen Treibstoffmischungen oder mit Kerosin und Flüssigsauerstoff – werden in Xi’an gebaut. Die Tests der Triebwerke finden in abgelegenen Tälern des Qinling-Gebirges statt.

## Wichtige Triebwerke

### YF-1

Nebenstromverfahren

Erstes Triebwerk der Serie war das „Flüssigkeitsraketentriebwerk 1“ (液体火箭发动机, Pinyin Yètǐ Huǒjiàn Fādòngjī, daher kurz „YF-1“) für die erste Stufe der Mittelstreckenrakete Dongfeng 3. Es wurde auf der 1965 gegründeten Basis 067 in Baoji in der Provinz Shaanxi entwickelt. Das nach dem Nebenstromverfahren arbeitende Triebwerk, von dem vier Stück in einem 1180 kg schweren Modul mit der Bezeichnung „YF-2“ zusammengefasst waren, verwendete Ethanol mit den Oxidatoren Salpetersäure (73 %) und Distickstofftetroxid (27 %), auch bekannt als „AK-27“, als Treibstoff. Bei einem Mischungsverhältnis von Oxidator zu Brennstoff von 2,46 erzeugte es auf Meereshöhe einen Schub von 255 kN – also 1020 kN Startschub für die Rakete – und lieferte einen spezifischen Impuls von 2354 m·s−1. In der ersten Stufe der zivilen Rakete Changzheng 1 kam dasselbe Triebwerk zum Einsatz. Das für die zweite Stufe von Dongfeng 3 und Changzheng 1 entwickelte Triebwerk YF-3 war deutlich leistungsstärker. Dieses Triebwerk, von dem nur eines in der Stufe zum Einsatz kam, erzeugte mit AK-27 und 1,1-Dimethylhydrazin, auch bekannt als „UDMH“, im Mischungsverhältnis von 2,48 einen Vakuumschub von 320 kN und lieferte einen spezifischen Impuls von 2815 m·s−1.
Diese Grundtriebwerke wurden im Laufe der Zeit weiter verbessert. So konnte zum Beispiel mit dem YF-1A, das mit UDMH statt Ethanol einen Schub von 275 kN und einen spezifischen Impuls von 2383 m·s−1 erzeugte, die maximale Reichweite der 1985 erstmals gestarteten Dongfeng 3A von 2660 Kilometer auf 2810 Kilometer erhöht werden. Dasselbe Triebwerk beziehungsweise das Vier-Triebwerk-Modul YF-2A kam bei der 1995 erstmals für einen suborbitalen Testflug gestartete Changzheng 1D zum Einsatz. Zusammen mit einem Treibstoffwechsel beim Zweitstufentriebwerk YF-3 konnte so die Nutzlast der Rakete von 300 auf 740 kg erhöht werden.

### YF-20

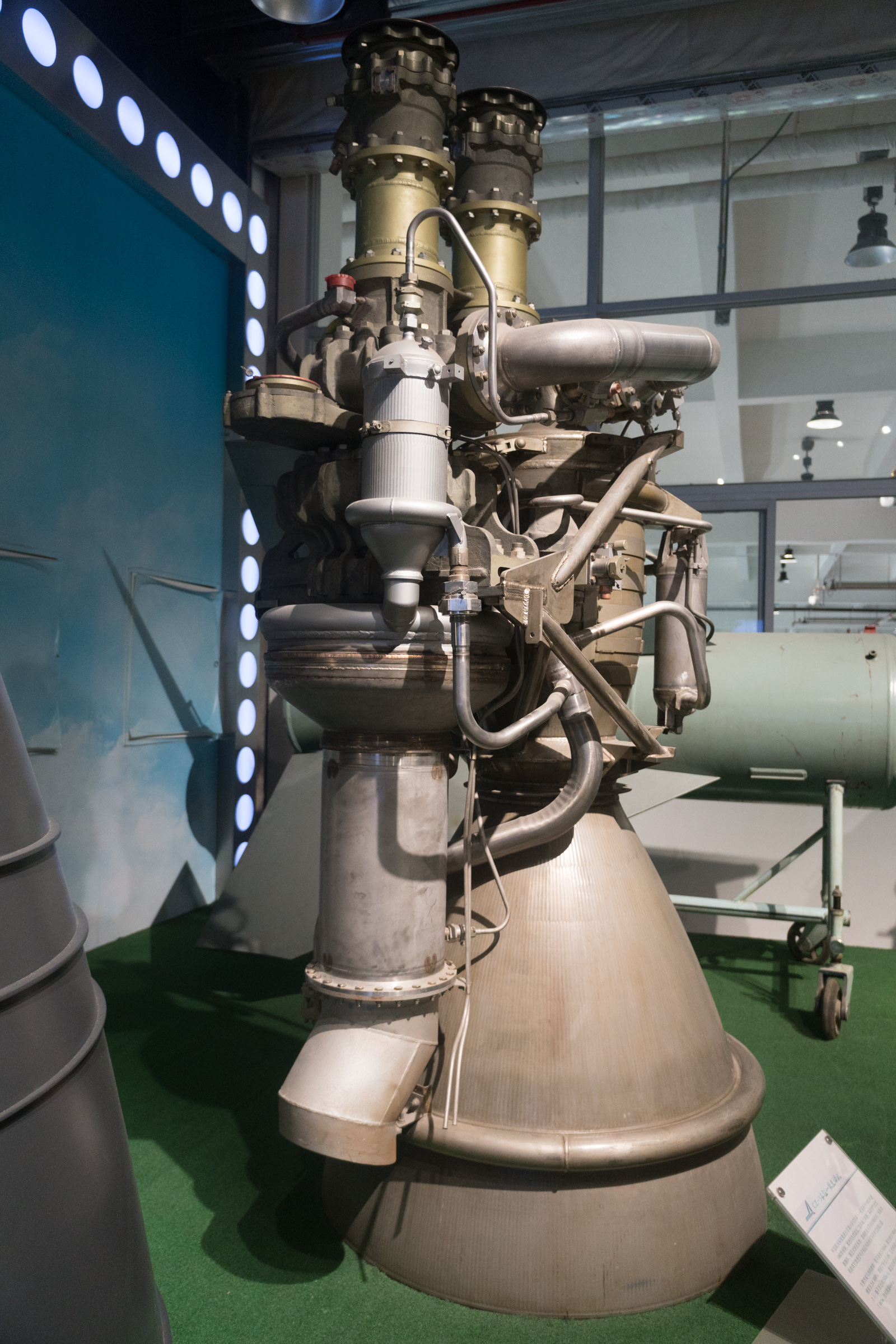
YF-20

Im Herbst 1969 begann man im 2. Büro für Maschinenbau und Elektrotechnik Shanghai (heute Shanghaier Akademie für Raumfahrttechnologie) mit der Entwicklung der zweistufigen Trägerrakete Feng Bao 1.
Ab 1970 arbeitete parallel dazu die 1. Akademie des Siebten Ministeriums für Maschinenbau (第七机械工业部第一研究院, heute „Chinesische Akademie für Trägerraketentechnologie“) unter Ren Xinmin auf der Grundlage der Interkontinentalrakete Dongfeng 5 an einer ähnlichen Trägerrakete mit der Bezeichnung „Changzheng 2“, später „Changzheng 2A“ genannt.
Für diese beiden Raketen wurde von der Basis 067 das ebenfalls nach dem Nebenstromverfahren arbeitende Triebwerk YF-20 entwickelt. Anders als das YF-1 verwenden die Triebwerke dieser bis heute eingesetzten Serie reines Distickstofftetroxid als Oxidator. Der Treibstoff blieb mit 1,1-Dimethylhydrazin unverändert. Ein YF-20 erzeugte einen Schub von 696,25 kN und einen spezifischen Impuls von 2540 m·s−1. Für die erste Stufe der FB-1 und der CZ-2 wurden vier dieser Motoren in einem „YF-21“ genannten, 2850 kg schweren Modul zusammengefasst. So erreichten diese Raketen einen Startschub von 2785 kN, mehr als doppelt so viel wie beim YF-1-Antrieb. Für die zweite Stufe der Feng Bao 1 wurde das YF-22 mit einer für den Betrieb im Vakuum optimierten Düse entwickelt.
Dieses Triebwerk erzeugte einen Vakuumschub von 719,8 kN und einen spezifischen Impuls von 2834 m·s−1.
Bei der Changzheng 2 war die zweite Stufe lenkbar. Dazu wurden um das YF-22-Triebwerk herum vier schwenkbare Vernierdüsen vom Typ YF-23 angebracht. Hierbei handelt es sich um kleine Triebwerke mit einem Vakuumschub von jeweils 46,1 kN, die wie das Haupttriebwerk die hypergole Treibstoffmischung UDMH/Distickstofftetroxid verwenden. Die Antriebseinheit aus YF-22 und vier YF-23-Vernierdüsen ist als „YF-24“ bekannt.
Wie die anderen Triebwerke der YF-20-Serie wird das YF-24 in verbesserter Form bis heute verwendet, so zum Beispiel als YF-24B bei der Changzheng 2C oder als YF-24D in der zweiten Stufe der Changzheng 3B.

### YF-77

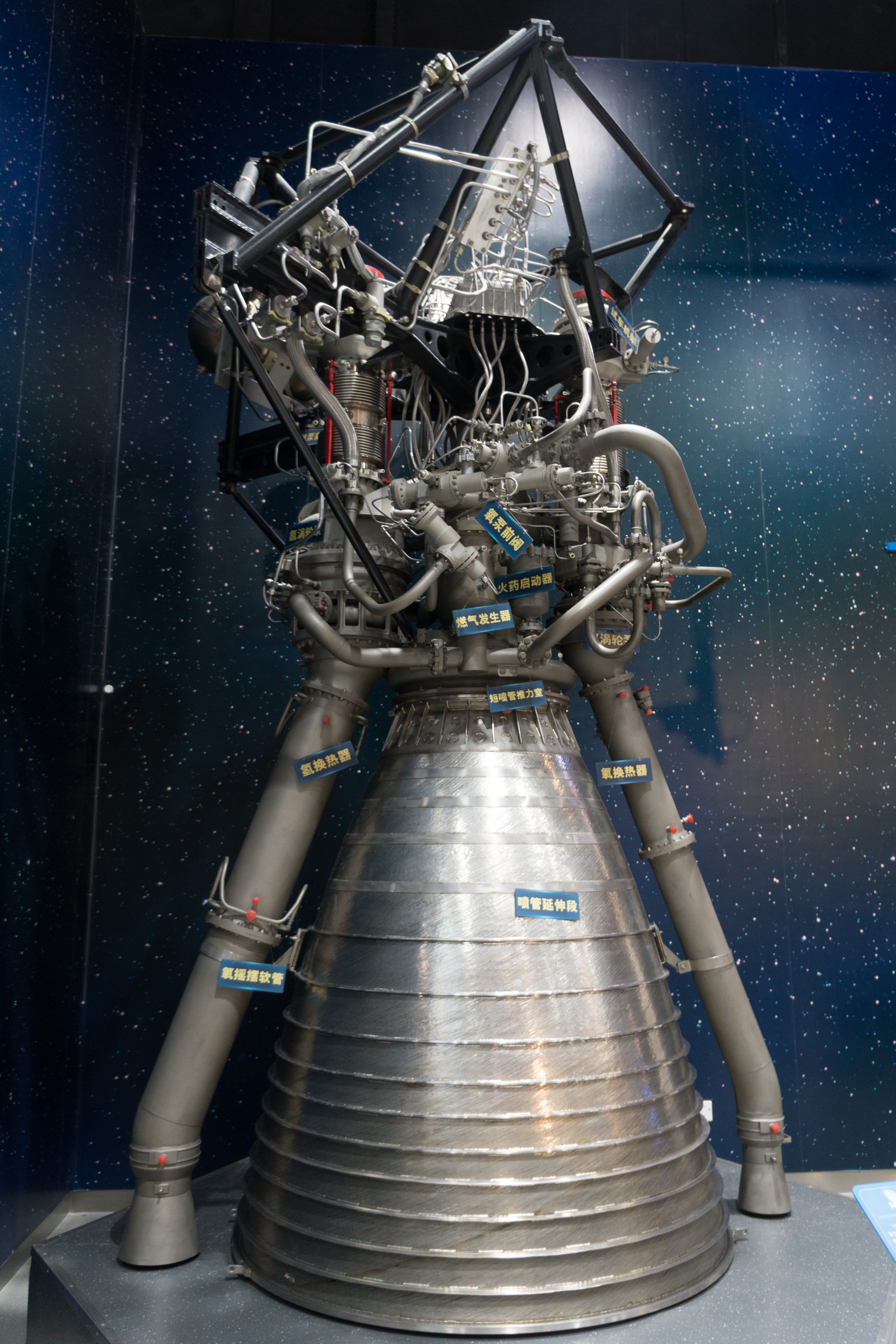
YF-77

Bereits im Januar 2002 hatte die Kommission für Wissenschaft, Technik und Industrie für Landesverteidigung die Genehmigung erteilt, für die erste Stufe der Changzheng 5 ein starkes Wasserstoff/Sauerstoff-Triebwerk zu entwickeln. Da zu diesem Zeitpunkt bereits ausgefeilte Software zur Verfügung stand, um die Ingenieure bei den Berechnungen mit Computersimulationen zu unterstützen, konnte bereits Mitte 2002 ein erster Entwurf vorgelegt werden. Als Arbeitsprinzip wurde hier das Nebenstromverfahren wie beim YF-75 gewählt, wieder mit einem gemeinsamen Vorbrenner aber zwei getrennten Turbopumpen für Wasserstoff und Sauerstoff. Anders als beim YF-75, wo das Heißgas nach Durchlaufen der beiden Turbinen über ein gemeinsames Rohr ins Weltall entlassen wird, hat bei dem „YF-77“ genannten Triebwerk jede Turbine ein eigenes Auspuffrohr. Zwei dieser Triebwerke mit einem unteren Düsendurchmesser von 1,45 m sind einzeln auslenkbar in einem Rahmengestell aufgehängt und bilden mit diesem ein 4,2 m hohes und 2,7 t schweres Antriebsmodul. Das YF-77 erzielt einen Schub von 510 kN auf Meereshöhe bei einem spezifischen Impuls von 4295 m·s−1.
Die anspruchsvollsten Komponenten an einem Triebwerk sind die Turbopumpen, die daher besonders sorgfältig konstruiert und ausgiebig getestet wurden. Die Turbinen, die im YF-77 die Kreiselpumpen für Wasserstoff (35.000/min) und Sauerstoff (18.000/min) antreiben, bestehen jeweils aus zwei Stufen, mit dem eigentlichen Laufschaufelrad und einem Austrittsleitrad, das dem ausströmenden Heißgas seinen Rotationsdrall nimmt, sodass es gleichförmiger ausströmen kann. Die meisten Teile der Turbine bestehen aus der Nickelbasis-Superlegierung In 718 der amerikanischen Special Metals Corporation.
Dieses Material behält seine Festigkeit über einen breiten Temperaturbereich und ist daher für Anwendungen im Triebwerksbau besonders geeignet. Andererseits ist es sehr schwierig zu verarbeiten. Daher wurde für das Austrittsleitrad rostfreier Stahl als Material gewählt.
Diese Sparmaßnahme erwies sich als folgenschwerer Fehler. Beim zweiten Start der Changzheng 5 am 2. Juli 2017 ergab sich bei einem der Triebwerke durch die hohe Temperatur des Abgasstroms ein Problem im Austrittsbereich einer der Turbinen, was 346 Sekunden nach dem Start zu einem Schubverlust und dem Absturz der Rakete führte.
Fehlersuche, Neukonstruktion der Turbine – das Material für das Austrittsleitrad wurde in In 718 geändert und in der Turbine fünf weitere Leitschaufeln hinzugefügt – Tests und erneute Umkonstruktionen dauerten insgesamt zwei Jahre. Erst am 27. Dezember 2019, genau 908 Tage nach dem Absturz, fand der nächste Start der Rakete statt.
Dadurch verschob sich unter anderem der ursprünglich für Ende 2019 angesetzte Starttermin der Mondsonde Chang’e 5 auf Ende 2020. Auch der Bau der modularen Raumstation verzögerte sich.

### YF-102
Auf der Luft- und Raumfahrtausstellung Zhuhai 2021 stellte die Akademie für Flüssigkeitsraketentriebwerkstechnik das YF-102 vor. Dieses nach dem Nebenstromverfahren arbeitende Triebwerk verwendet Raketenkerosin und Flüssigsauerstoff als Treibstoff, es kann je nach Kundenwunsch mit einer Schubkraft auf Meereshöhe zwischen 620 kN und 835 kN hergestellt werden. Der spezifische Impuls auf Meereshöhe beträgt 2700 m·s−1, das Schub-Gewicht-Verhältnis liegt bei 130. Das Triebwerk ist 2,178 m hoch, es kann bis zu 6° aus der Vertikalen ausgelenkt werden. Fünf dieser Triebwerke können zu einem Modul zusammengefasst werden, das in Standard-Raketenstufen oder Booster von 3,35 m Durchmesser passt. Bei einer Raketenstufe mit 3,8 m Durchmesser, wie sie für die Tianlong-3 des privaten Raumfahrtunternehmens Space Pioneer (北京天兵科技有限公司) aus Peking vorgesehen ist, können bis zu sieben Triebwerke untergebracht werden.
Bei der Herstellung des Triebwerks wird in großem Umfang 3D-Druck genutzt, was die Kosten senkt. Bei der ersten Stufe der dreistufigen Trägerrakete Tianlong-2 von Space Pioneer kommen drei Triebwerke vom Typ YF-102 mit einer Schubkraft von 650 kN zum Einsatz, die
beim Erstflug der Rakete am 2. April 2023 einwandfrei funktionierten.
Am 22. April 2023 stellte die Akademie für Flüssigkeitsraketentriebwerkstechnik eine zwischen 55 % und 100 % regelbare, zweimal zündbare Vakuumversion des Triebwerks für den Einsatz in Oberstufen vor, das YF-102V. Dieses Triebwerk hat einen maximalen Vakuumschub von 710 kN, der spezifische Impuls im Vakuum beträgt 3139 m·s−1. Das Mischungsverhältnis zwischen Treibstoff und Oxidator kann um ±4 % verändert werden, wodurch sich der spezifische Impuls auf bis zu 3237 m·s−1 erhöht. Am 5. Juli 2023 absolvierte das Triebwerk im Prüfzentrum Tongchuan der Firma einen 8 Sekunden dauernden Test.

### YF-130

Hauptstromverfahren

Für die 1. Stufe und die damals noch vorgesehenen Booster der Schwerlastrakete Langer Marsch 9 wurde ab 2010 das mit Raketenkerosin und Flüssigsauerstoff betriebene YF-130 entwickelt, das nach dem Hauptstromverfahren arbeitet. Dabei wird das Kerosin mit einem Teil des Sauerstoffs zunächst in einer kleinen Brennkammer, dem sogenannten „Vorbrenner“, teilweise verbrannt, wodurch ein Heißgasstrom entsteht, der noch große Überschussmengen von nicht umgesetztem Kerosin enthält, das zunächst die Antriebsturbine für die Treibstoffpumpen antreibt, bevor es mit dem Rest des Sauerstoffs in der Hauptbrennkammer verbrannt wird. Dabei wird ein größerer Teil des Kerosins in Energie umgesetzt als bei anderen Verfahren, das Triebwerk ist jedoch komplizierter aufgebaut und es treten höhere Drücke auf.
Bei der von Li Bin (李斌), einem der stellvertretenden Direktoren der Akademie für Flüssigkeitsraketentriebwerkstechnik, persönlich geleiteten Entwicklung des YF-130 konnte man, was die druckbeständigen Materialien und deren Verarbeitung betraf, auf die Erfahrungen mit dem YF-100 zurückgreifen. Aufgrund der höheren Temperaturen – im Vorbrenner 500 °C, in der Brennkammer bis zu 3000 °C – musste jedoch ein neues Kühlsystem entwickelt werden.
Neu war beim YF-130 auch, dass man dort zwei Brennkammern und zwei Düsen verwendete, die von einer gemeinsamen Turbopumpe mit Treibstoff  und Oxidator versorgt werden.
Zur Lenkung des Schubkraftvektors griff man auf die Technik des YF-100K zurück, das heißt, die Turbopumpe sowie die vorgeschalteten Förderpumpen für Kerosin und Sauerstoff sind fest montiert, nur die Brennkammern und die Düsen werden um einige Grad aus der Vertikalen geschwenkt. Es gibt drei Varianten des Triebwerks. Bei der Variante „H“ ist die gesamte Einheit fest montiert. Bei der Variante „F“ sind Brennkammern und Düsen um eine Achse schwenkbar, und bei der Variante „G“ um beide Achsen.
Am 24. März 2019 wurden Vorbrenner und Turbopumpe des Triebwerks auf dem Prüfstand für kryogene Triebwerke in Baolongyu, in den Bergen südlich von Xi’an, erfolgreich getestet, am 5. März 2021 folgte ein Test des Systems mit der Brennkammer – nur noch die Düse fehlte. Hierbei durchlief das Triebwerk erstmals alle Betriebsphasen, vom Start über die Schubkraftregelung bis zum Abschalten.
Der erste Test des gesamten Triebwerks erfolgte am 5. November 2022 und verlief auf Anhieb erfolgreich.
Die gesamte Einheit ist 3,3 m breit, 3 m tief und 4,4 m hoch, sie ist gut 6 t schwer. Das YF-130 liefert mit den beiden Brennkammern zusammen bei einem Mischungsverhältnis von Kerosin zu Sauerstoff von 1 zu 2,62 und einem Brennkammerdruck von 22 MPa einen Schub von 4243 kN auf Meereshöhe – also viermal so viel wie das YF-100.
Der spezifische Impuls des YF-130 beträgt auf Meereshöhe 3001 m·s−1.
Bei einer traditionellen Zündung würde innerhalb von wenigen Zehntelsekunden ein Impuls von mehr als 430 Tonnen auf die Tragstruktur des Triebwerks einwirken. Um dies und die damit verbundenen Vibrationen zu reduzieren, wird das YF-130 beim Start in mehreren, kurz aufeinanderfolgenden Stufen auf die volle Leistung hochgefahren.

### YF-209
Als preiswerte Alternative zu den Wasserstoff/Sauerstoff-Triebwerken arbeitet das Pekinger Forschungsinstitut für Raumfahrtantriebe seit einiger Zeit an einem nach dem Nebenstromverfahren arbeitenden, wiederverwendbaren Triebwerk mit einer Schubkraft von 600 kN auf Meereshöhe, das flüssigen Sauerstoff und Methan in einem Mischungsverhältnis von 2,88 als Treibstoff verwendet. In mehreren Versuchen mit verkleinerten Modellen und einzelnen Komponenten wurde das Verbrennungsverhalten von gasförmigem Methan mit Flüssigsauerstoff sowie flüssigem Methan mit Flüssigsauerstoff studiert. Der erste Prototyp des Triebwerks lief ab Januar 2011 in vier Tests insgesamt 67 Sekunden. Im September 2015 wurde eine verbesserte Version 13 Mal gestartet und abgeschaltet und lief dabei für 2103 Sekunden.
Bis Juni 2016 hatte man jenes Triebwerk dann 17 Mal gestartet, es war insgesamt 2173 Sekunden in Betrieb. Bei 10 dieser Testläufe war das Triebwerk jeweils 200 Sekunden im Dauerbetrieb gelaufen.
Dieses Modell wurde im Laufe der folgenden Jahre überarbeitet und zu einem LOX/Methan-Triebwerk mit 735 kN Schubkraft auf Meereshöhe und 780 kN Vakuumschub weiterentwickelt, wobei die Schubkraft zwischen 30 % und 100 % regelbar ist. Das Mischungsverhältnis zwischen Treibstoff und Oxidator kann um ±10 % verändert werden. Der spezifische Impuls auf Meereshöhe beträgt 2874 m·s−1, der spezifische Impuls im Vakuum 3227 m·s−1. Das neue Triebwerk, nun „YF-209“ genannt, das mindestens dreimal wiedergezündet werden kann, wurde am 5. November 2022 auf dem Prüfstand der Firma in Baolongyu, in den Bergen südlich von Xi’an, erstmals erfolgreich getestet.
Das YF-209  ist speziell für den Einsatz in einmal verwendbaren kommerziellen Trägerraketen mit größerer Nutzlastkapazität sowie bei wiederverwendbaren Raumgleitern und Raketen gedacht. Das Triebwerk selbst kann mindestens 30 mal wiederverwendet werden. Das YF-209 kann während des Fluges seinen Betriebszustand ständig überwachen, Fehlfunktionen erkennen und gegebenenfalls korrigieren. Anders als bei dem im wiederverwendbaren Raumtransportsystem bisher eingesetzten LOX/Kerosin-Triebwerk YF-100 braucht es zur Wartung nicht ausgebaut werden, sondern kann am Raumgleiter bzw. der Rakete überprüft werden und innerhalb von 48 Stunden zu einem erneuten Flug starten. Innerhalb dieser Zeit können bei anderen Missionsanforderungen auch die Betriebsparameter (Laufzeit, Schubkraftregelung etc.) geändert werden.
Daneben entwickelt das Pekinger Institut auch ein kleineres LOX/Methan-Triebwerk mit 30 kN Schubkraft, das nach dem Expanderverfahren arbeitet. Mit hoher Zuverlässigkeit, hoher Effizienz und niederen Kosten soll dieses Triebwerk bei den Oberstufen von Raketen, Apogäumsmotoren und für komplizierte Bahnmanöver im Orbit eingesetzt werden. Am 15. September 2020 absolvierte ein Prototyp des Triebwerks erstmals einen erfolgreichen Test auf dem Prüfstand.
Mit dem Laborschrank für Verbrennungslehre im Wissenschaftsmodul Mengtian der Chinesischen Raumstation verfügt man seit Ende 2022 über die Möglichkeit, die hierbei ablaufenden Prozesse nicht nur im Vakuum, sondern auch in der Schwerelosigkeit zu erproben. Bei einem Versuch mit einem Methan-Brenner war die Flamme nur halb so lang wie unter gleichen Bedingungen auf der Erde.

## Acht Jahre Neun Triebwerke
Um den Bedarf an Triebwerken für die in Planung befindlichen Raketen und Raumflugkörper decken zu können, entwarf die Akademie für Flüssigkeitsraketentriebwerkstechnik einen Entwicklungsplan, der seit dem 1. Oktober 2022 unter der Bezeichnung „Acht Jahre Neun Triebwerke“ (八年九机) bekannt ist. Laut diesem Plan sollten von 2021 bis 2028 folgende neun Flüssigkeitstriebwerke entwickelt werden, wobei sich die Reihenfolge im Laufe der Jahre änderte:
1. Nach dem Hauptstromverfahren arbeitendes LOX/Methan-Triebwerk mit 2000 kN Schubkraft auf Meereshöhe[49][50]
2. Nach dem Hauptstromverfahren arbeitendes LOX/Kerosin-Triebwerk mit 4243 kN Schubkraft auf Meereshöhe (das YF-130)
3. Nach dem Hauptstromverfahren arbeitendes LOX/Wasserstoff-Triebwerk mit etwa 2200 kN Vakuumschub (das YF-90)
4. Nach dem Hauptstromverfahren arbeitendes LOX/Kerosin-Triebwerk mit etwa 3600 kN Schubkraft (das YF-135)
5. Nach dem Hauptstromverfahren arbeitendes Hydrazin/Distickstofftetroxid-Triebwerk mit großer Schubkraft
6. Nach dem Nebenstromverfahren arbeitendes LOX/Kerosin-Triebwerk mit einer Schubkraft von, je nach Kundenwunsch, 620 kN bis 835 kN auf Meereshöhe (das YF-102)
7. Nach dem Nebenstromverfahren arbeitendes LOX/Methan-Triebwerk mit 800 kN Schubkraft auf Meereshöhe und 900 kN Vakuumschub (das YF-209)
8. Pumpengefördertes, nach dem Hauptstromverfahren arbeitendes Hydrazin/Distickstofftetroxid-Triebwerk für Raumschiffe, Landefähren etc. mit etwa 80 kN Vakuumschub
9. Nach dem Expanderverfahren arbeitendes LOX/Wasserstoff-Triebwerk mit etwa 250 kN Vakuumschub (das YF-79)[51]